# Винтердаль, Джордж
Джордж Винтердаль (англ. George Winterdal; род. 20 июня 1978) — нидерландскоантильский, а позднее арубский шоссейный велогонщик.

## Карьера
Изначально выступал за Нидерландские Антильские острова. В их составе принял участие в Играх Центральной Америки и Карибского бассейна 2006 года и чемпионате Панамерики 2008 года.
После этого предположительно сменил своё спортивное гражданство так как  на чемпионате Панамерики в конце июля 2009 года представлял уже Арубу.
В рамках Американского тура UCI несколько раз стартовал на Вуэльта Чьяпаса и Вуэльта национальной независимости.
Добился успехов на национальных чемпионатах обоих этих стран. Начиная с 2008 года на чемпионате Арубы многократно становился чемпионом и призёром в групповой и индивидуальной гонках. А в конце июня 2009 года на чемпионате Нидерландских Антильских островов стал третьим в групповой и индивидуальной гонках.

## Достижения
2008
 Чемпион Арубы — групповая гонка
 Чемпион Арубы — индивидуальная гонка
2009
3-й Чемпионат Нидерландских Антильских островов — групповая гонка
3-й Чемпионат Нидерландских Антильских островов — индивидуальная гонка
2010
 Чемпион Арубы — групповая гонка
2012
 Чемпион Арубы — групповая гонка
2-й Чемпионат Арубы — индивидуальная гонка
2013
 Чемпион Арубы — групповая гонка
 Чемпион Арубы — индивидуальная гонка
2014
 Чемпион Арубы — групповая гонка
2015
2-й Чемпионат Арубы — индивидуальная гонка
3-й Чемпионат Арубы — групповая гонка